# Međaši
Međaši so naselje v občini Bijeljina, Bosna in Hercegovina. 

## Deli naselja
Donja Mahala, Gornja Mahala, Kozlukovići, Lazić Mahala, Međaši in Topalovača.

## Prebivalstvo
| Pregled števila prebivalcev po letih | Pregled števila prebivalcev po letih | Pregled števila prebivalcev po letih | Pregled števila prebivalcev po letih | Pregled števila prebivalcev po letih | Pregled števila prebivalcev po letih |
| ------------------------------------ | ------------------------------------ | ------------------------------------ | ------------------------------------ | ------------------------------------ | ------------------------------------ |
| 1948                                 | 1953                                 | 1961                                 | 1971                                 | 1981                                 | 1991                                 |
| -                                    | -                                    | -                                    | 1.098                                | 1.051                                | 896                                  |

| Narodna sestava prebivalstva po letih                                                                                          | Narodna sestava prebivalstva po letih                                                                                           | Narodna sestava prebivalstva po letih                                                                                       |
| --- | --- | --- |
| 1971 | 1981 | 1991 |
| . skupaj: 1.098 Srbi 1.091 (99,36 %) Hrvati 3 (0,27 %) Muslimani 0 (0,00 %) Jugoslovani 0 (0,00 %) drugi in neznano 4 (0,36 %) | . skupaj: 1.051 Srbi 1.032 (98,19 %) Hrvati 0 (0,00 %) Muslimani 0 (0,00 %) Jugoslovani 15 (1,42 %) drugi in neznano 4 (0,38 %) | . skupaj: 896 Srbi 864 (96,42 %) Hrvati 3 (0,33 %) Muslimani 1 (0,11 %) Jugoslovani 19 (2,12 %) drugi in neznano 9 (1,00 %) |